# Kiseru

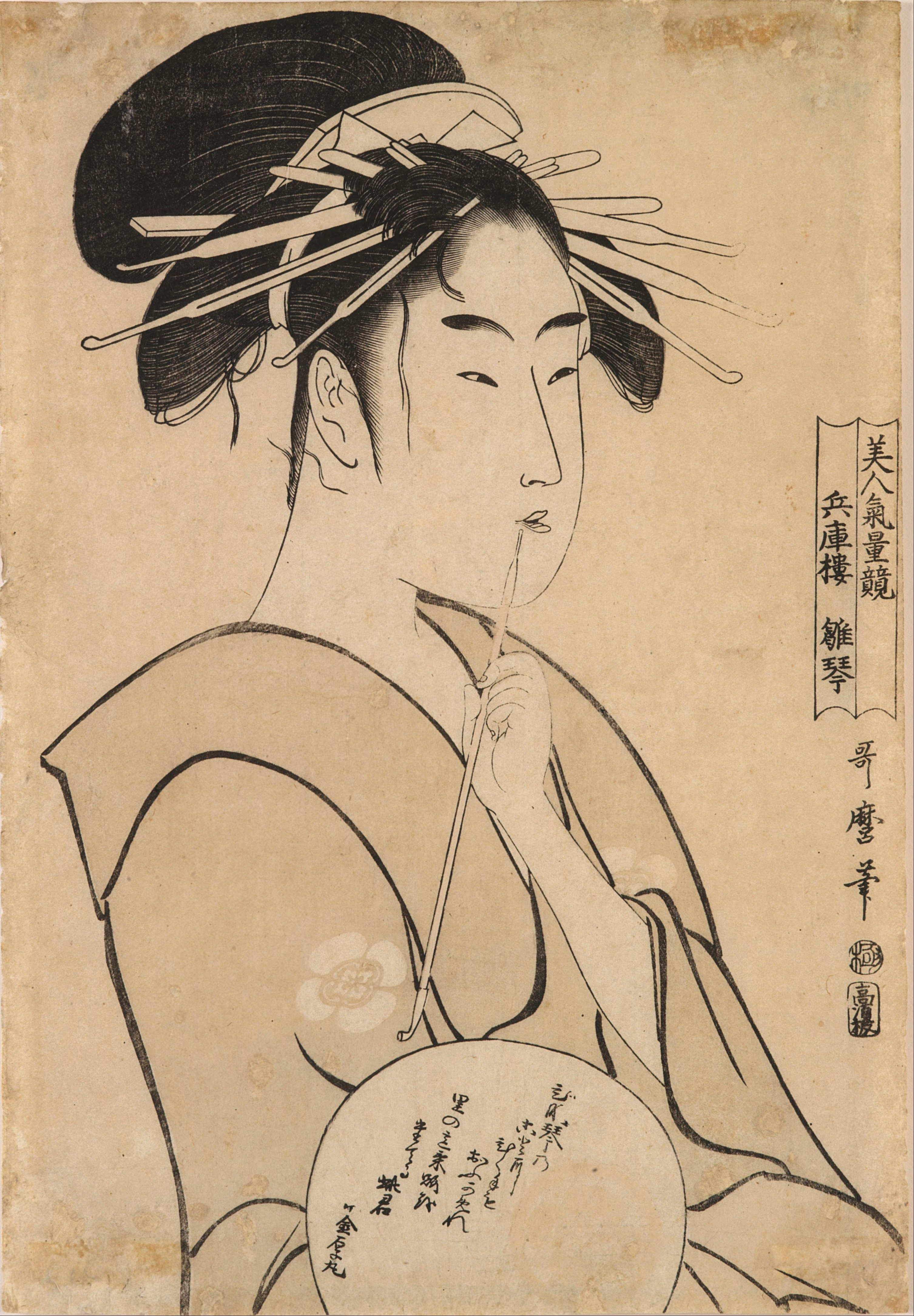
Kurtisane mit Kiseru, Holzdruck von Kitagawa Utamaro

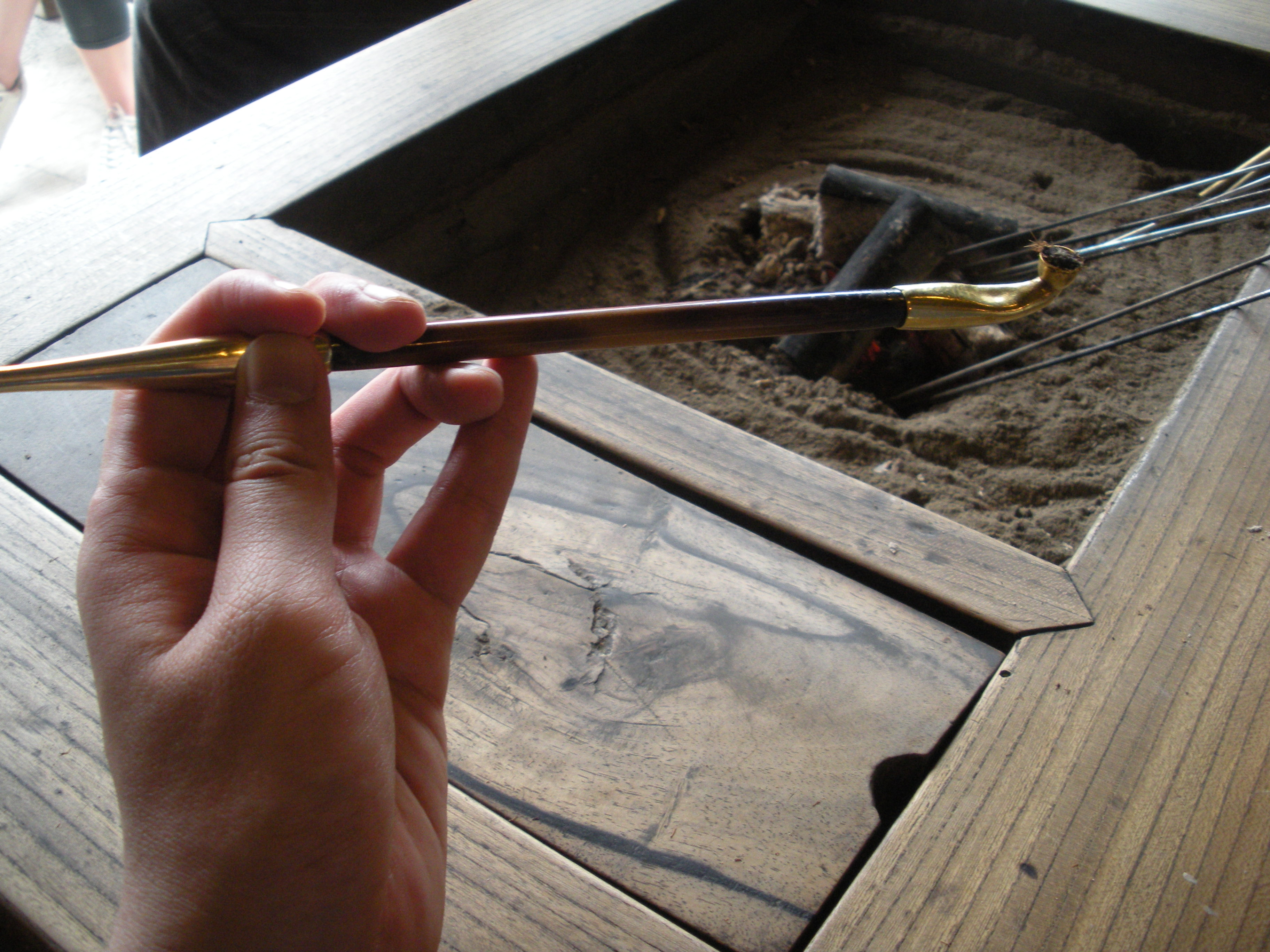
Japanische Kleinpfeife Kiseru

Die Kiseru (jap. 煙管, dt. „Rauch-/Qualmrohr“) ist eine kleine japanische Pfeife zum Rauchen von feingeschnittenem Tabak (刻みタバコ, kizami tabako). Typischerweise sind beide Enden, das Mundstück und der Pfeifenkopf, aus Metall, wobei der Pfeifenkopf im Vergleich mit westlichen Pfeifen normalerweise viel enger ist und daher erlaubt, kleine Ladungen auf niedrigsten Temperaturen zu erhitzen. Mundstück und Pfeifenkopf werden mit einem hölzernen Schaft (typischerweise aus Bambus), Rau (羅宇) genannt, verbunden, der aber durch eine lange, flexible Plastikröhre ersetzt werden kann.